# Aphonoides australis
Aphonoides australis är en insektsart som först beskrevs av Walker, F. 1869.  Aphonoides australis ingår i släktet Aphonoides och familjen syrsor. Inga underarter finns listade i Catalogue of Life.